# Il codice Rebecca (miniserie televisiva)
Il codice Rebecca (The Key to Rebecca) è una miniserie televisiva in 2 episodi del 1985 diretta da David Hemmings e tratta dall'omonimo romanzo di Ken Follett.

## Trama
Nel Nord Africa, durante la seconda guerra mondiale, un maggiore inglese dà la caccia a una spia nazista in possesso di segreti militari.

## Informazioni
Le riprese furono effettuate in Tunisia. Il film si articola in due parti: la prima andò in onda sul canale WPIX di New York il 29 aprile 1985, mentre la seconda il 9 maggio dello stesso anno. Prodotto dalla Taft Entertainment in associazione con Castle Combe, fu poi distribuito nel Regno Unito, in Scandinavia e in molti altri paesi in cui il romanzo aveva raggiunto popolarità.